# Episodi di Jams (seconda stagione)
La seconda stagione di Jams è stata trasmessa dal 16 marzo al 10 aprile 2020 sul canale Rai Gulp. Le prime cinque puntate sono state rese disponibili in anteprima su RaiPlay.
| nº | Titolo               | Prima TV       |
| -- | -------------------- | -------------- |
| 1  | Episodio uno         | 16 marzo 2020  |
| 2  | Episodio due         | 17 marzo 2020  |
| 3  | Episodio tre         | 18 marzo 2020  |
| 4  | Episodio quattro     | 19 marzo 2020  |
| 5  | Episodio cinque      | 20 marzo 2020  |
| 6  | Episodio sei         | 23 marzo 2020  |
| 7  | Episodio sette       | 24 marzo 2020  |
| 8  | Episodio otto        | 25 marzo 2020  |
| 9  | Episodio nove        | 26 marzo 2020  |
| 10 | Episodio dieci       | 27 marzo 2020  |
| 11 | Episodio undici      | 30 marzo 2020  |
| 12 | Episodio dodici      | 31 marzo 2020  |
| 13 | Episodio tredici     | 1 aprile 2020  |
| 14 | Episodio quattordici | 2 aprile 2020  |
| 15 | Episodio quindici    | 3 aprile 2020  |
| 16 | Episodio sedici      | 6 aprile 2020  |
| 17 | Episodio diciassette | 7 aprile 2020  |
| 18 | Episodio diciotto    | 8 aprile 2020  |
| 19 | Episodio diciannove  | 9 aprile 2020  |
| 20 | Episodio venti       | 10 aprile 2020 |